# Міріна
Міріна (грец. Μύρινα) — володарка амазонок, військо якої здобуло багато перемог. Міріна воювала з горгонами, підкорила Лівію, здійснювала спустошливі походи до Аравії та Малої Азії, але загинула від рук фракійського царя Мопса та скіфа Сіпіла. В епосі згадується курган Міріни біля мурів Трої. Виклад походів амазонок на чолі з Міріною у Діодора Сицилійського є прикладом евгемеристичного тлумачення міфів.